# Кадіївка (зупинний пункт)
Кадіївка — пасажирський залізничний зупинний пункт Жмеринської дирекції Південно-Західної залізниці розташований на одноколійній, неелектрифікованій лінії Гречани — Ярмолинці  між станціями Скібнево та Ярмолинці. Розташований біля села Кадиївка Хмельницького району Хмельницької області.

## Пасажирське сполучення
На зупинному пункті Кадіївка зупиняються приміські поїзди сполученням Ларга — Гречани — Хмельницький.